# Rechmaya
Rechmaya è un centro abitato e comune (municipalité) del Libano situato nel distretto di Aley, governatorato del Monte Libano.